# League of Ireland Cup 2019
La League of Ireland Cup 2019, nota anche come EA Sports Cup 2019 per ragioni di sponsorizzazione, è stata la 46ª edizione della manifestazione calcistica. La competizione è iniziata il 4 marzo e si è conclusa il 14 settembre 2019 con la finale. Il Derry City era la squadra campione in carica. Il Dundalk ha conquistato il trofeo per la settima volta nella sua storia.

## Formula
La struttura della competizione nel 2019 è stata modificata dal momento che tutte le squadre della Premier Division 2019 entrano al secondo turno.
La formula prevede un primo e secondo turno preliminare con scontri diretti e una fase finale, a partire dai quarti di finale, in gara unica.

## Primo turno
| Squadra 1      | Risultato   | Squadra 2       |
| -------------- | ----------- | --------------- |
| 4 marzo 2019   |             |                 |
| Athlone Town   | 1 - 2 (dts) | Galway United   |
| Bray Wanderers | 3 - 2       | Wexford Youths  |
| Drogheda       | 0 - 1       | Cabinteely      |
| Shelbourne     | 1 - 0       | Bluebell Utd    |
| 5 marzo 2019   |             |                 |
| Longford Town  | 1 - 0       | Cockhill Celtic |
| 18 marzo 2019  |             |                 |
| Cobh Ramblers  | 3 - 1       | Limerick        |

## Secondo turno
| Squadra 1        | Risultato       | Squadra 2       |
| ---------------- | --------------- | --------------- |
| 1º aprile 2019   |                 |                 |
| Waterford United | 2 - 1           | Galway United   |
| Bohemians        | 2 - 1           | Cabinteely      |
| Bray Wanderers   | 0 - 0 (4-2 dtr) | Shamrock Rovers |
| Cork City        | 4 - 1           | Cobh Ramblers   |
| St Patrick's     | 1 - 2           | Dundalk         |
| Finn Harps       | 2 - 1 (dts)     | Sligo Rovers    |
| 2 aprile 2019    |                 |                 |
| Derry City       | 3 - 0           | Longford Town   |
| Shelbourne       | 1 - 2           | UCD             |

## Quarti di finale
| Squadra 1      | Risultato   | Squadra 2        |
| -------------- | ----------- | ---------------- |
| 27 maggio 2019 |             |                  |
| Bohemians      | 2 - 0       | Cork City        |
| Bray Wanderers | 0 - 1       | Waterford United |
| Derry City     | 2 - 1 (dts) | Finn Harps       |
| Dundalk        | 3 - 1       | UCD              |

## Semifinali
| Squadra 1      | Risultato   | Squadra 2        |
| -------------- | ----------- | ---------------- |
| 5 agosto 2019  |             |                  |
| Derry City     | 4 - 2 (dts) | Waterford United |
| 19 agosto 2019 |             |                  |
| Dundalk        | 6 - 1       | Bohemians        |

## Finale
| Arbitro: | Robert Hennessy |

|                                                         |                      |                                                |
| Parkhouse 3’ Ogedi-Uzokwe 52’                           | Marcatori            | 38’ Duffy 69’ Gannon                           |
| McDonagh McNamee Malone McCrudden Harkin Toal Gilchrist | Tiri di rigore 5 – 6 | Hoban Duffy Cleary Jarvis Benson Hoare Shields |